# 酰胺基磷酸核糖基转移酶
酰胺基磷酸核糖基转移酶（英语：amidophosphoribosyltransferase，简写：ATase），也称为谷氨酰胺磷酸核糖基焦磷酸酰胺基转移酶 (英语：glutamine phosphoribosylpyrophosphate amidotransferase，简写：GPAT)，是一种利用来自谷氨酰胺侧链的胺基团催化5-磷酸核糖-1-焦磷酸（PRPP）转化为5-磷酸核糖-1-胺（PRA）的酶。这是从头合成嘌呤的关键步骤。在人类中，它由 PPAT（磷酸核糖焦磷酸氨基转移酶）基因编码。ATase是嘌呤/嘧啶磷酸核糖基转移酶（PRTase）家族的成员。

## 结构核功能
该酶由两个结构域组成：通过水解从谷氨酰胺产生氨的谷氨酰胺酶结构域和将氨与核糖-5-磷酸结合的磷酸核糖基转移酶结构域。酶的两个活性位点之间的协调使其具有特殊的复杂性。
谷氨酰胺酶结构域与其他N端亲核体 (Ntn) 水解酶如氨甲酰磷酸合成酶 (CPSase) 同源。所有Ntn酰胺基转移酶序列中的九个不变残基在关键的催化、底物结合或结构发挥作用。末端半胱氨酸残基在反应的第一部分充当亲核试剂，类似于催化三联体的半胱氨酸。游离的N末端充当碱基以激活亲核试剂并使水解反应中的离去基团（在这种情况下为氨）质子化。催化位点的另一个关键方面是催化反应中间体的氧阴离子空穴，如下面的机制所示。
PRTase结构域与参与嘌呤核苷酸合成和补救途径的许多其他PRTase同源。所有PRTase都涉及通过各种亲核体置换PRPP中的焦磷酸盐。 ATase是唯一具有氨作为亲核体的PRTase。PRPP中的焦磷酸盐是一个极好的离去基团，因此几乎不需要化学助剂来促进催化。相反，酶的主要功能似乎是将反应物适当地聚集在一起并防止错误的反应，例如水解。
除了具有各自的催化能力外，这两个结构域还相互协调，以确保由谷氨酰胺产生的所有氨都转移到PRPP，并且除氨外没有其他亲核体攻击PRPP。这主要通过阻止氨的形成直到PRPP结合并将氨引导至PRTase活性位点来实现。
PRPP对酶的初始激活是由“谷氨酰胺环”中的构象变化引起的，该环重新定位以能够接受谷氨酰胺。这导致谷氨酰胺结合的Km值高出200倍。一旦谷氨酰胺与活性位点结合，进一步的构象变化会将位点带入酶，使其无法进入。
这些构象变化还导致20Å长的氨通道的形成，这是这种酶最显着的特征之一。该通道没有任何氢键位点，以确保氨从一个活性位点轻松扩散到另一个活性位点。该通道确保从谷氨酰胺释放的氨到达PRTase催化位点，并且它与CPSase中的通道不同，它是疏水的而不是极性的，是暂时的而不是永久的。

## 反应机制
ATase催化的总反应如下：
PRPP + 谷氨酰胺 → PRA + 谷氨酸 + PPi
在酶内，反应被分解成两个半反应，发生在不同的活性位点：
1. 谷氨酰胺 → NH
3 + 谷氨酸
2. PRPP + NH
3 → PRA + PPi

该机制的第一部分发生在谷氨酰胺酶结构域的活性位点，并通过水解从谷氨酰胺中释放出一个氨基团。第一个反应释放的氨然后通过20Å通道转移到磷酸核糖基转移酶结构域的活性位点，然后与PRPP结合形成PRA。

## 调节
在反馈抑制的一个例子中，ATase主要受到嘌呤合成途径的终产物AMP、GMP、ADP和GDP的抑制。来自同型四聚体的每个酶亚基具有这些抑制剂的两个结合位点。别构（A）位点与PRPP的核糖-5-磷酸位点重叠，而催化（C）位点与PRPP的焦磷酸位点重叠。特定核苷酸对与两个位点的配对导致协同抑制比加性抑制更强。抑制通过酶的结构变化发生，其中柔性谷氨酰胺环被锁定在开放位置，从而阻止PRPP的结合。
由于PRA的化学不稳定性，其在pH7.5和37°C下的半衰期为38秒，研究人员提出该化合物是在体内从酰胺基磷酸核糖基转移酶引导至GAR合成酶。

## 图集

PRPP
5-磷酸核糖胺